# Affe & Egon
Affe & Egon (The Duplex i original), amerikansk dagspresserie av Glenn McCoy om en ungkarl och hans hund. Deras liv vänds upp och ner då de blir granne med en kvinna vid namn Gina och hennes pudel Mitzi. Serien har gått på svenska i bland annat Larson! och Aftonbladet.
Serien representeras i Skandinavien av Europa Press.